# 타마셰크어
타마셰크어(Tamasheq/Tamashek)는 베르베르계의 사하라 사막 유목민인 투아레그족이 사용하는 투아레그어의 한 방언이다. 투아레그어의 3대 방언 중 하나로, 나머지는 타마제크어와 타마하크어이다. 주로 말리 지역에서 사용되며 특히 중부의 팀북투, 키달, 가오에서 쓰인다. 2022년 기준 약 900,000명의 화자가 있으며 그 중 약 590,000명이 말리에 살고, 한편 187,000명은 부르키나파소에 거주한다. 말리에서는 간혹 타마셰크라는 말이 투아레그어 전체를 가리키는 이름으로 사용된다.

## 같이 보기
- 투아레그어군
- 베르베르인